# نور الدين حاطوم
نور الدين حاطوم (1323- 1421 هـ / 1913- 2000 م) مؤرخ وباحث سوري، من أشهر أعماله الموسوعة التاريخية الحديثة. كان له الفضل مع جورج طعمة، في تأسيس قسم التاريخ في الجامعة السورية (جامعة دمشق حاليًّا).

## سيرته
ولد في حي الميدان بدمشق، وبعد الدراسة الابتدائية والإعدادية، تابع تعليمه في ثانوية مكتب عنبر، حصل من خلالها على شهادة «أهلية التعليم الابتدائي»، وعين معلماً في درعا، ثم نقل إلى دمشق معلماً بمسقط رأسه في مدرسة خالد بن الوليد.
سافر مبتعثا إلى فرنسا للدراسة سنة 1938م، ونال فيها إجازة في الآداب من جامعة مونبلييه ثم «شهادة الدراسات العليا» في تاريخ أوروبا والعصر الوسيط سنة 1941م، قبل أن يحصل على درجة الدكتوراه «بدرجة الشرف» في التاريخ الحديث والمعاصر من جامعة باريس سنة 1945م. بعد نهاية الحرب العالمية الثانية عاد إلى سوريا، بعد أن عرقلت الحرب عودتهم إلى وطنهم.
عين مدرساً لمادة الاجتماعيات في ثانويات حلب ودار المعلمات فيها، ثم انتقل إلى دمشق ليكون عضواً في «لجنة التربية والتعليم» في وزارة المعارف سنة 1947، وكان في العام نفسه، أحد أساتذة كلية الآداب المحدثة وأحد مؤسسيها، قبل أن يصبح رئيساً لقسم التاريخ فيها ثم عميداً لها. وكان أستاذاً زائراً في معهد البحوث والدراسات العليا في القاهرة بين عام 1958 و1973م، وأستاذاً زائراً في «الجامعة الأردنية» بين عامي 1965 و1969. ثم انتقل إلى الكويت ليكون أستاذاً للتاريخ الحديث والمعاصر في كلية الآداب بين عامي 1969 و1983م.
وبعد عودته إلى سوريا تفرغ للتأليف والترجمة والمطالعة، وتم تكريمه عام 1992م في مكتبة الأسد باسم وزارة الثقافة..

## مؤلفاته
1. «تاريخ الحضارة»
2. «مدخل إلى التاريخ»[3]
3. الجزائر وفرنسا.[4]
4. «دراسات في المجتمع العربي»
5. «ذكرى معركة حطين» بالاشتراك مع عادل زيتون.
6. «تاريخ سورية من الاستقلال حتى الوحدة»
7. «محاضرات في القومية العربية»
8. «نشاط البعثات التبشيرية في العالم العربي».
9. «الموسوعة التاريخية الحديثة»، مؤسسة دار الفكر بدمشق، وتضم:

«تاريخ أوربة في العصر الوسيط» (جزءان)،
«تاريخ عصرالنهضة»
«تاريخ القرن السابع عشر في أوربة»
«تاريخ القرن الثامن عشر في أوربة»،
«تاريخ القرن التاسع عشر في أوربة»، (في جزأين)،
«تاريخ القرن العشرين»
«تاريخ عصرنا»
«قضايا عصرنا»
«التاريخ الدبلوماسي» (في جزأين)
«تاريخ الحركات القومية في أوربة» (خمسة أجزاء).

## صفته
وصفه علي القيم رئيس تحرير مجلة المعرفة:
| نور الدين حاطوم | يعد المفكر والمؤرخ الدكتور نور الدين حاطوم أحد اعمدة الفكر والتاريخ في الوطن العربي،فقد اثرى المكتبة العربية بعشرات المؤلفات والابحاث والدراسات المعمقة،التي كانت ومازالت مراجع اساسية في تاريخ الحضارة،والتاريخ الدبلوماسي وتاريخ أوروبا والمجتمع العربي وفهم ادبيات التاريخ الحديث والمعاصر،ويعتبر بحق من أكثر المؤرخين العرب التصاقا بالحقيقة واشدهم تمسكا بمناهج الدقة والاستيفاء والبحث والتحليل والتركيز على المصادر الاساسية لاستخلاص كل ماتحويه من مادة تاريخية. | نور الدين حاطوم |